# Кандаки-Кухна
Кандаки-Кухна (тадж. Қандаки Куҳна) — сельский населённый пункт (тадж. деҳа) в центральном Таджикистане. Находится в Рогунском районе — районе республиканского подчинения Таджикистана. Подчинён администрации поселка городского типа Обигарм. Расположен в Раштской долине, в долине реки Вахш. Расстояние от села до центра района (г. Рогун) — 31 км, до пгт Обигарм — 13 км. 
Население — 38 человек (2017 г.), таджики. 